# Zaunüberwachung

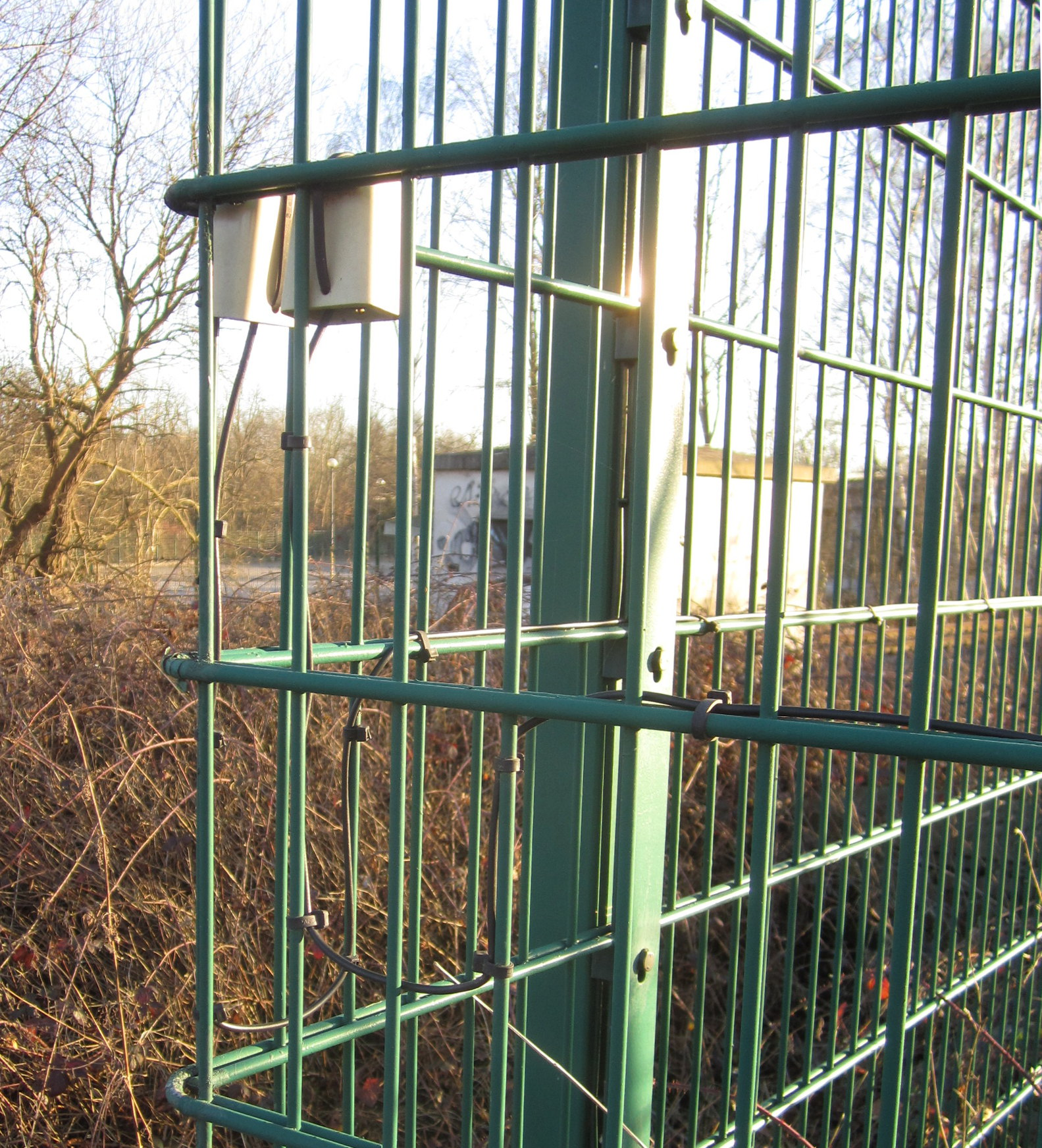
Zaunecke mit Abschlusskappen einer Sensorleitungs-Zaunüberwachung

Unter Zaunüberwachung werden verschiedene technische Lösungen zur Überwachung eines eingefriedeten Geländes verstanden. Das Überwachen des zur Einfriedung dienenden Zaunes dient als Frühwarnung für ein unbefugtes Eindringen auf das überwachte Gelände. Auch eine Videoüberwachung entlang eines Zaunes stellt eine Zaunüberwachung dar, vor allem wenn sie durch Methoden der Bildverarbeitung automatisiert ist.

## Zaunüberwachung durch Sensorleitung
Ein gängiges Verfahren zur Zaunüberwachung stellt die Anbringung einer Sensorleitung am Zaun dar. In der koaxial aufgebauten Sensorleitung wird zwischen äußerem Schirmleiter und dem inneren Leiter ein elektrostatisches Feld aufgebaut, dass bei Bewegung der Leitung über den Mikrofonie-Effekt eine Spannungsänderung erzeugt. Die Verwendung piezoelektrisches Materials zwischen Schirm und Seele verstärkt die Sensoreigenschaften nochmals.
Ein Überklettern, Umstürzen, Anheben oder Durchschneiden des Zaunes erzeugt Erschütterungen im Zaun, die eine solche Bewegung der Sensorleitung bewirken. Die erzeugten Spannungsänderung wird von einer Auswertungsschaltung detektiert, die üblicherweise alle 300 m angebracht werden muss. Über Laufzeitmessungen kann auch die ungefähre Lage einer solchen Bewegung erkannt werden. Über Signalverarbeitung können die Einflüsse von Windbewegungen etc. weitgehend unterdrückt werden. Das System ist nicht wirksam gegen Eindringversuche, die den Zaun nicht bewegen.